# Barawertornis
Barawertornis tedfordi es un género extinto de ave no voladora de la familia Dromornithidae, que vivió desde el Oligoceno al Mioceno. Sus fósiles se han encontrado en Riversleigh, Queensland, lo cual indica que habitó en Australia. Fue descrito por primera vez en 1979 por Patricia Vickers-Rich. Barawertornis tedfordi es la única especie del género Barawertornis, por lo que es monotípico. Fue el dromornítido más pequeño, de tamaño comparable al de un casuario, llegando a pesar entre 80 y 95 kg. Era corredor, probablemente herbívoro y habitaba en los bosques de Australia.